# Ingólfsfjörður
Der Ingólfsfjörður ist ein Fjord auf der Ostseite der Westfjorde von Island.
Er bildet zusammen mit dem Ófeigs- und dem Eyvindarfjörður sowie der Bucht Drangavík die Bucht Ófeigsfjarðarflói.
Die Halbinsel Munaðarnes mit der Landzunge Krossnes trennt den Fjord zum Süden vom Norðurfjörður, nach Norden liegen die Landzunge Seljanes und der Ófeigsfjörður.
Seinen Namen hat der Fjord von dem Landnehmer Ingólf Herröðarson.
Seine Brüder Ófeigur und Eyvindur siedelten nördlich in Fjorden, die auch nach ihnen benannt wurden.
Wo der Ófeigsfjarðarvegur  aus der Bucht Melavík durch das Meladalur kommend das Südufer im Ingólfsfjörður bei Eyri erreicht, wurde 1942–44 eine Heringsfabrik gebaut, wie 12 km Luftlinie südlich in Djúpavík.
Schon 1952 wurde der Betrieb wieder eingestellt, als die Heringsschwärme im Húnaflói ausblieben.
Ab Eyri wird der Ófeigsfjarðarvegur zur Hochlandstraße  und endet im namensgebenden Fjord.